# Félix Nieto del Río
Félix Nieto del Río (Cauquenes, 2 de diciembre de 1888 - Washington, 12 de enero de 1953) fue un diplomático y político chileno. Se desempeñó embajador de Chile ante Brasil, sirviendo bajo los gobiernos de los presidentes Pedro Aguirre Cerda, Arturo Alessandri y, luego en Estados Unidos, durante la presidencia de Gabriel González Videla.

## Familia y estudios
Nació en Cauquenes, hijo de Félix Nieto Rojas y de Elisa del Río Villalobos. Se trasladó de joven a Santiago para realizar sus estudios secundarios, y luego los superiores en la carrera de derecho en la Universidad de Chile.
Sin embargo, no se interesó por la abogacía, dedicándose en cambio al periodismo, colaborando en El Diario Ilustrado y El Mercurio. Tuvo una breve carrera literaria al publicar  en 1912 el libro Crónicas Literarias, colaborando en las páginas de la Revista de Bibliografía Chilena y Extranjera y de la Revista Chilena, de la cual fue su director. Fue miembro de la Sociedad Chilena de Historia y Geografía, de la Academia Chilena de la Historia y del Instituto Argentino de Derecho Internacional.
Se casó en dos oportunidades, primero con Filomena Sarratea, con quien tuvo dos hijos; y en segundas nupcias, con Luz Pérez de Castro, sin tener descendencia.

## Carrera pública
Ingresó a la administración pública  como empleado de la Biblioteca Nacional, pasando luego al Ministerio de Relaciones Exteriores. Fue cónsul general en Estados Unidos (1920), cónsul general en Austria (1925-1926), secretario de la Delegación de Chile ante la Sociedad de las Naciones (1927), director del Departamento Diplomático (1927-1930), subsecretario de Relaciones Exteriores (1930-1931), ministro en misión especial a Perú (1929) y Bolivia (1935).
Fue uno de los delegados chilenos que participó en la conferencia de la paz del Chaco (1935-1938). Fue embajador de Chile en Brasil (1936-1939), durante los gobiernos de los presidentes Arturo Alessandri y Pedro Aguirre Cerda; y en los Estados Unidos (1947-1952), durante el gobierno de Gabriel González Videla.
Falleció en Washington D. C., al poco tiempo de dejar su cargo de embajador en Estados Unidos.